# Myriopathes lata
Myriopathes lata är en korallart som först beskrevs av Silberfeld 1909.  Myriopathes lata ingår i släktet Myriopathes och familjen Myriopathidae. Inga underarter finns listade i Catalogue of Life.